# Zach Galifianakis
Zach Galifianakis, all'anagrafe Zachary Knight Galifianakis (Wilkesboro, 1º ottobre 1969), è un comico, attore e conduttore televisivo statunitense di origini greche.
Noto per la comicità scorretta e non-sense e soprattutto per aver interpretato Alan nella trilogia Una notte da leoni (2009-2013), in carriera ha vinto due Premi Emmy per la conduzione del talk-show Between Two Ferns with Zach Galifianakis e ottenuto una candidatura come miglior attore protagonista per la serie Baskets (2016-2019).

## Biografia
Zach Galifianakis nasce a Wilkesboro, nella Carolina del Nord, il 1º ottobre del 1969 da Harry Galifianakis, un venditore d'olio da riscaldamento statunitense, figlio di genitori greci originari dell'isola di Creta, e di Mary Frances Cashion, un'attivista statunitense di origini scozzesi, irlandesi, francesi, inglesi e gallesi, gestrice di un centro comunitario per le arti. È stato educato secondo la religione greco-ortodossa. Ha un fratello maggiore, Greg, e una sorella minore, Merritt. È cugino del fumettista Nicholas Galifianakis, mentre suo zio è l'ex membro del congresso degli Stati Uniti Nick Galifianakis. Ha studiato comunicazione e cinema presso la North Carolina State University.
Debutta con un ruolo televisivo nel 1996, nella serie televisiva Boston Common, e in seguito ha ottenuto ruoli minori in film come Heartbreakers - Vizio di famiglia, Bubble Boy e Corky Romano - Agente di seconda mano. Nel 2002 ha condotto il talk show chiamato Late World with Zach; inoltre ha partecipato a diversi show per il canale Comedy Central, come Dog Bites Man e The Sarah Silverman Program. Tra il 2003 e il 2005 ha interpretato il ruolo del coroner Davies nella serie tv Tru Calling. Nel 2007 ottiene una parte nel film di Sean Penn Into the Wild - Nelle terre selvagge, mentre l'anno successivo recita nella commedia Notte brava a Las Vegas.
Nel 2008 ha creato il talk show Between Two Ferns with Zach Galifianakis, in collaborazione con la piattaforma Funny or Die e prodotto da Will Ferrell. Lo show vede il comico americano intervistare personaggi del mondo del cinema, musica, sport e politica. I protagonisti, per la durata di 6 minuti, sono appunto seduti in uno studio molto spartano, costituito da due sedie, un tavolino e le due piante di felci a cui fa riferimento il nome. Durante l'intervista Galifianakis, in maniera del tutto improvvisata, pone domande scomode e scorrette nei confronti dell'ospite di turno, tendendo a denigrare con toni dissacranti la carriera di quest ultimo. Andato in onda per 21 episodi, lo show ha avuto come ospiti tra gli altri Keanu Reeves, Justin Bieber, Natalie Portman, Jimmy Kimmel, Edward Norton, James Franco, Hillary Clinton e Barack Obama. In occasione dell'episodio dedicato ad Obama, lo show venne trasmesso dalla Camera ovale della Casa Bianca, dove venne ricreato il set.
Nel 2009 recita in G-Force - Superspie in missione e nella commedia Una notte da leoni. Sarà proprio Una notte da leoni (di cui è uscito il sequel nel 2011) a lanciarlo come star comica nel cinema hollywoodiano. Nel 2010 torna sul grande schermo con la commedia Parto col folle. Dopo varie commedie, torna a interpretare Alan Garner nell'ultimo capitolo della saga di Una notte da leoni, intitolato Una notte da leoni 3. L'11 agosto 2012, Galifianakis ha sposato Quinn Lundberg presso la UBC Farm a Vancouver, Columbia Britannica; dal matrimonio è nato un figlio nel 2013.

## Filmografia

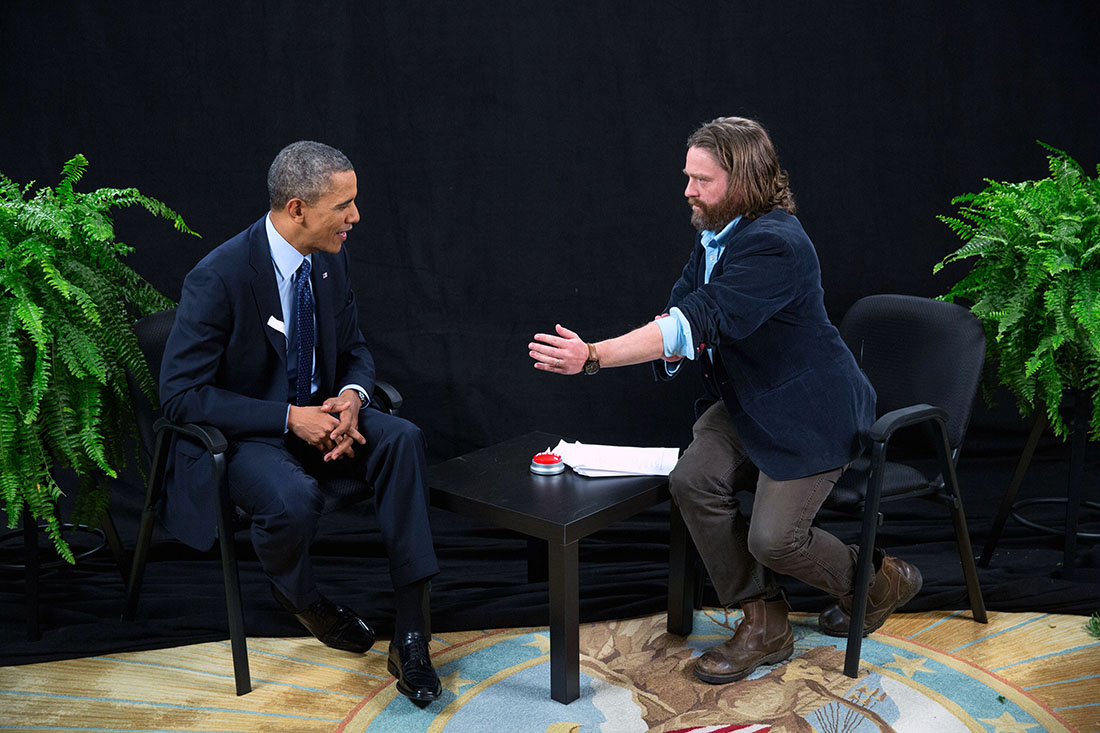
Il presidente americano Barack Obama intervistato da Zack Galifianakis alla Casa Bianca nel 2014

### Attore

#### Cinema
- Heartbreakers - Vizio di famiglia (Heartbreakers), regia di David Mirkin (2001)
- Bubble Boy, regia di Blair Hayes (2001)
- Out Cold, regia di Brendan Malloy e Emmett Malloy (2001)
- Corky Romano - Agente di seconda mano (Corky Romano), regia di Rob Pritts (2001)
- Below, regia di David Twohy (2002)
- Into the Wild - Nelle terre selvagge (Into the Wild), regia di Sean Penn (2007)
- Super High Me, regia di Michael Blieden (2007) - cameo
- Notte brava a Las Vegas (What Happens in Vegas), regia di Tom Vaughan (2008)
- Gigantic, regia di Matt Aselton (2008)
- Una notte da leoni (The Hangover), regia di Todd Phillips (2009)
- G-Force - Superspie in missione (G-Force), regia di Hoyt Yeatman (2009)
- Tra le nuvole (Up in the Air), regia di Jason Reitman (2009)
- Youth in Revolt, regia di Miguel Arteta (2009)
- Little Fish, Strange Pond, regia di Gregory Dark (2009)
- A cena con un cretino (Dinner for Schmucks), regia di Jay Roach (2010)
- Operation: Endgame, regia di Fouad Mikati (2010)
- Parto col folle (Due Date), regia di Todd Phillips (2010)
- 5 giorni fuori (It's Kind of a Funny Story), regia di Ryan Fleck e Anna Boden (2010)
- Una notte da leoni 2 (The Hangover: Part II), regia di Todd Phillips (2011)
- I Muppet (The Muppets), regia di James Bobin (2011)
- Candidato a sorpresa (The Campaign), regia di Jay Roach (2012)
- Tim and Eric's Billion Dollar Movie, regia di Tim Heidecker e Eric Wareheim (2012)
- Una notte da leoni 3 (The Hangover: Part III), regia di Todd Phillips (2013)
- Are You Here, regia di Matthew Weiner (2013)
- Muppets 2 - Ricercati, regia di James Bobin (2014)
- Birdman, regia di Alejandro González Iñárritu (2014)
- Le spie della porta accanto (Keeping Up with the Joneses), regia di Greg Mottola (2016)
- Masterminds - I geni della truffa (Masterminds), regia di Jared Hess (2016)
- La ragazza dei tulipani (Tulip Fever), regia di Justin Chadwick (2017)
- Nelle pieghe del tempo (A Wrinkle in Time), regia di Ava DuVernay (2018)
- Between Two Ferns - Il film (Between Two Ferns - The Movie), regia di Scott Aukerman (2019)
- The Beanie Bubble - Inflazione da Peluche (The Beanie Bubble), regia di Kristin Gore e Damian Kulash (2023)
- Lilo & Stitch, regia di Dean Fleischer Camp (2025)

#### Televisione
- Tru Calling - serie TV, 26 episodi (2003-2005)
- Between Two Ferns with Zach Galifianakis - talk show, 21 episodi (2008-2018)
- Bored to Death - Investigatore per noia (Bored to Death) - serie TV, 24 episodi (2009-2011)
- Baskets - serie TV (2016-2019)
- Only Murders in the Building – serie TV (2024)

### Doppiatore
- Il gatto con gli stivali (Puss in Boots), regia di Chris Miller (2011)
- Bob's Burgers - serie TV, 11 episodi (2012-in corso)
- I Simpson (The Simpsons) - serie TV, 1 episodio (2014)
- LEGO Batman - Il film (The Lego Batman Movie), regia di Chris McKay (2017)
- Missing Link, regia di Chris Butler (2019)
- Big Mouth - serie TV, 1 episodio (2020)
- Ron - Un amico fuori programma (Ron's Gone Wrong), regia di Jean-Philippe Vine e Sarah Smith (2021)
- Lilo & Stitch, regia di Dean Fleischer Camp (2025)

## Doppiatori italiani
Nelle versioni in italiano delle opere in cui ha recitato, Zach Galifianakis è stato doppiato da:
- Roberto Stocchi in Una notte da leoni, Bored to Death - Investigatore per noia, Parto col folle, Una notte da leoni 2, I Muppet, Candidato a sorpresa, Una notte da leoni 3, Muppets 2 - Ricercati, Le spie della porta accanto, Masterminds - I geni della truffa, Between Two Ferns - Il film, Only Murders in the Building, Lilo & Stitch
- Luigi Ferraro in Out Cold, Notte brava a Las Vegas
- Stefano Benassi in Tru Calling, Birdman
- Marco Guadagno in Tra le nuvole, A cena con un cretino
- Massimo Rossi in Heartbreakers - Vizio di famiglia
- Danilo De Girolamo in Bubble Boy
- Enrico Pallini in Below
- Vladimiro Conti in Into the Wild - Nelle terre selvagge
- Alessandro Quarta in G-Force - Superspie in missione
- Massimiliano Virgilii in Operation: Endgame
- Riccardo Rossi in 5 giorni fuori
- Simone Mori ne La ragazza dei tulipani
- Simone D'Andrea in Nelle pieghe del tempo

Da doppiatore è sostituito da:
- Roberto Stocchi in Bob's Burgers (Chet), Lilo & Stitch
- Federico Campaiola ne I Simpson
- Alessandro Quarta ne Il gatto con gli stivali
- Enrico Di Troia in Bob's Burgers (Felix)
- Marco Guadagno in LEGO Batman - Il film
- Stefano Brusa in Big Mouth
- Federico Viola in Mister Link
- Lillo in Ron - Un amico fuori programma
- Luca Graziani in Bob's Burgers - Il film
- Luigi Ferraro in Thelma l'unicorno